# Mariusz Wieczorek
Mariusz Krzysztof Wieczorek (Opoczno, 14 de marzo de 1976) es un deportista polaco que compitió en piragüismo en las modalidades de aguas tranquilas y eslalon.
Ganó una medalla de plata en el Campeonato Europeo de Piragüismo de 1997, en la prueba de K4 500 m.
En la modalidad de eslalon obtuvo una medalla de oro en el Campeonato Mundial de 1999 y dos medallas en el Campeonato Europeo de 2002.

## Palmarés internacional
| Campeonato Europeo | Campeonato Europeo | Campeonato Europeo | Campeonato Europeo |
| Año                | Lugar              | Medalla            | Competición        |
| ------------------ | ------------------ | ------------------ | ------------------ |
| 1997               | Plovdiv (Bulgaria) | Medalla de plata   | K4 500 m           |

| Campeonato Mundial | Campeonato Mundial      | Campeonato Mundial | Campeonato Mundial |
| Año                | Lugar                   | Medalla            | Competición        |
| ------------------ | ----------------------- | ------------------ | ------------------ |
| 1999               | Seo de Urgel (España)   | Medalla de oro     | C1 por equipos     |
| Campeonato Europeo |                         |                    |                    |
| Año                | Lugar                   | Medalla            | Competición        |
| 2002               | Bratislava (Eslovaquia) | Medalla de oro     | C1 individual      |
| 2002               | Bratislava (Eslovaquia) | Medalla de bronce  | C1 por equipos     |